# موناکو
موناکو، (به فرانسوی: Monaco) با نام رسمی شاهزاده‌نشین موناکو، (به فرانسوی: Principauté de Monaco) یک کشور کوچک اروپایی در ساحل دریای مدیترانه است که از سمت خشکی به‌طور کامل توسط فرانسه محصور شده است. موناکو فقط ۲٫۰۳ کیلومتر مربع مساحت دارد و بعد از واتیکان کوچک‌ترین کشور جهان است. پایتخت موناکو شهر (موناکو-ویل) است. درازای کشور موناکو بر مبنای داده‌های جغرافیایی در بیشترین حالت ممکن فقط ۳٫۵ کیلومتر
است.
کشور موناکو حدود ۴۰ هزار نفر جمعیت دارد و به خاطر وجود قوانین مالیاتی آزاد، کازینوهای متعدد و آب هوای مطبوع، به بهشت جهان‌گردان و ثروت‌مندان، معروف شده است. موناکو از معدود کشورهایی است که هیچ‌گونه مالیاتی از مردمش دریافت نمی‌کند. مسابقات بزرگ اتومبیل‌رانی فرمول ۱ نیز هرساله در موناکو برگزار می‌شود.
کشور موناکو در ۸ ژانویه ۱۲۹۷ تأسیس شد. اگرچه موناکو با فرانسه، که یکی از اعضای اتحادیه اروپا است، هم‌مرز است اما موناکو از اعضای این اتحادیه نیست. با این حال واحد پول موناکو، یورو است. تعداد خارجی‌هایی که در موناکو زندگی می‌کنند بیشتر از خود شهروندان بومی موناکو است. از ساکنان این کشور ۱۷ درصد مردم بومی موناکو (مونگاسک) هستند، ۲۸ درصد ملیت فرانسوی دارند و بخش قابل توجهی از ۵۵ درصد باقی‌مانده هم ایتالیایی هستند. 
مساحت این کشور طوری است که اگر از مونت‌کارلو (کوه کارلو) از کشور عکس بگیرید ، کل مساحت کشور دیده می شود ؛ زیرا این کشور بسیار کوچک است.

موناکو علاوه بر تیم ملی فوتبال، یک باشگاه فوتبال دیگر به نام آ.اس موناکو نیز دارد که در لیگ ۱ فرانسه بازی می‌کند.

## تاریخ
نام موناکو از یونانی μόνοικος (Monoikos) گرفته شده است، به معنی «خانهٔ تنها، خانهٔ تَکی» (از مونوس به معنی تک و اویکوس به معنی خانه). اهالی فوکایا در سده ششم قبل از میلاد در این محل مستعمره‌نشینی بنیاد کردند که جمعیت آن از لیگوری‌ها تشکیل شده بود. در افسانه‌ها آمده است که هرکول از اینجا عبور کرده و معبدی بنا کرده است.
آغاز موناکوی امروزی به عنوان یکی از مستعمره‌های جمهوری جنوا بود، زمانی که قلعه‌ای بر روی صخره موناکو در سال ۱۲۱۵ ساخته شد. در سال ۱۲۹۷، فرانسوا گریمالدی، با لباس مبدل به عنوان یک راهب فرانسیسکن قلعه را تصرف کرد و از آن زمان این منطقه از سوی خاندان گریمالدی اداره می‌شود. در قرن چهاردهم، آنها شهرهای منتون و رکبرون-کاپ-مارتن را نیز تصرف کردند. در سال ۱۸۴۸ این مناطق دوباره استقلال خود را اعلام کردند. سرانجام، این شهرها در سال ۱۸۶۱ با پیمان فرانسه و مونگاسک به فرانسه واگذار شد.
به منظور ایجاد درآمد جدید، شارل سوم، شاهزاده موناکو تصمیم گرفت منطقه مونت کارلو را بازآرایی کند. در سال ۱۸۶۳ کازینو مونت کارلو درهای خود را در اینجا باز کرد و یک سال بعد هتل پاریس گشایش یافت. در سال ۱۸۶۸ راه‌آهن این شهر افتتاح شد و آن را به یک مقصد گردشگری محبوب تبدیل کرد.
تا سال ۱۹۱۱، پادشاهان موناکو حاکم مطلق بودند. در سال ۱۹۱۰، شورشی به وقوع پیوست که به انقلاب مونگاسک معروف شد. در نتیجه، قانون اساسی در سال ۱۹۱۱ تصویب شد. در ژوئیه ۱۹۱۸، معاهده‌ای امضا شد که تحت‌الحمایگی موناکو را به فرانسه می‌بخشید. این معاهده، بخشی از معاهده ورسای، همچنین مقرر می‌داشت که موناکو از سیاست‌های نظامی، سیاسی و اقتصادی فرانسه پیروی کند.
در ابتدا، موناکو در طول جنگ جهانی دوم بی‌طرف ماند. در نوامبر ۱۹۴۲، این کشور توسط نیروهای ایتالیایی اشغال شد. در سپتامبر ۱۹۴۳، پس از سقوط موسولینی، ورماخت زمام امور را در دست گرفت و تبعید جمعیت یهودی آغاز شد. در سال ۱۹۴۹ رینیه سوم بر تخت سلطنت نشست. او در سال ۱۹۵۶ با بازیگر آمریکایی گریس کلی ازدواج کرد. آن‌ها والدین شاهدخت کارولین، شاهزاده آلبرت و شاهدخت استفانی هستند. این امر به این کشور شهرت بین‌المللی داد. در دهه هفتاد و هشتاد یک رونق واقعی ساخت و ساز در موناکو پدید آمد و کشور پر از ساختمان‌های آپارتمانی شد. منطقه فونوی نیز از طریق احیای زمین ایجاد شد. موناکو سپس به شهری گران‌قیمت برای زندگی تبدیل شد و این برای جمعیت اولیه موناکویی سخت بود.
در سال ۱۹۹۳ موناکو به عضویت کامل سازمان ملل متحد درآمد. در سال ۲۰۰۲، یک معاهده جدید بین فرانسه و موناکو تصریح کرد که اگر هیچ وارثی برای تاج و تخت برای ادامه سلسله وجود نداشته باشد، این شاهزاده‌نشین با این وجود یک کشور مستقل باقی می‌ماند. دفاع نظامی موناکو همچنان بر عهده فرانسه است.
هم‌اکنون آلبرت دوم، فرمانروای کنونی کشور موناکو است. وی در سال ۲۰۰۵ میلادی و پس از مرگ پدرش به حکومت موناکو رسید. روز ملی کشور موناکو، ۱۹ نوامبر است.

## جغرافیا

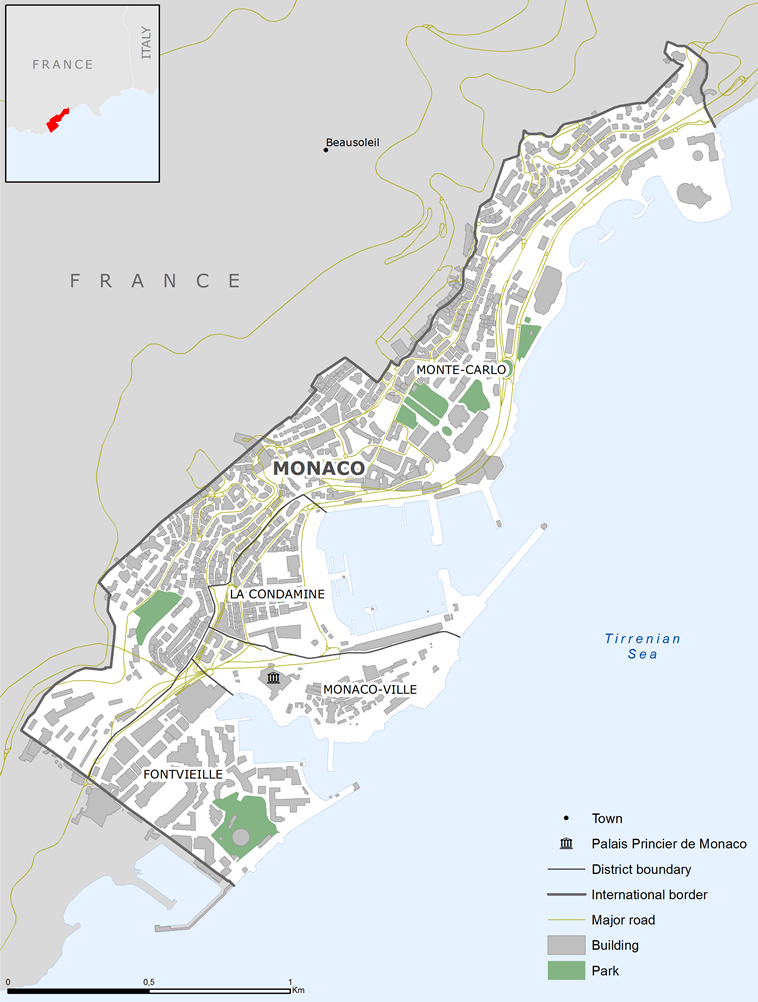

پایتخت موناکو شهر موناکو-ویل و مشهورترین شهر این کشور مونت‌کارلو است. این کشور از سه طرف هم‌مرز با فرانسه و از سوی دیگر در کرانه دریای مدیترانه در راستای ریویرا یا ساحل فیروزه‌ای (کوت دازور) و در بیست کیلومتری غرب شهر نیس قرار دارد.
شاهزاده‌نشین موناکو پس از واتیکان دومین کشور کوچک مستقل جهان است. این کشور در ساحل دریای مدیترانه، در ۱۸ کیلومتری شرق نیس و نزدیک مرز ایتالیا قرار دارد و در سمت خشکی به‌طور کامل توسط بخش فرانسوی کوهستان آلپ دریایی محصور شده است. موناکو شامل نوار باریکی از زمین در امتداد ساحل در پای تپه‌هایی است که ابتدای کوه‌های آلپ را تشکیل می‌دهند. این منطقه صخره‌ای با اختلاف ارتفاع زیاد و تقریباً کاملاً پوشیده از ساختمان‌های آپارتمانی فراوان است.

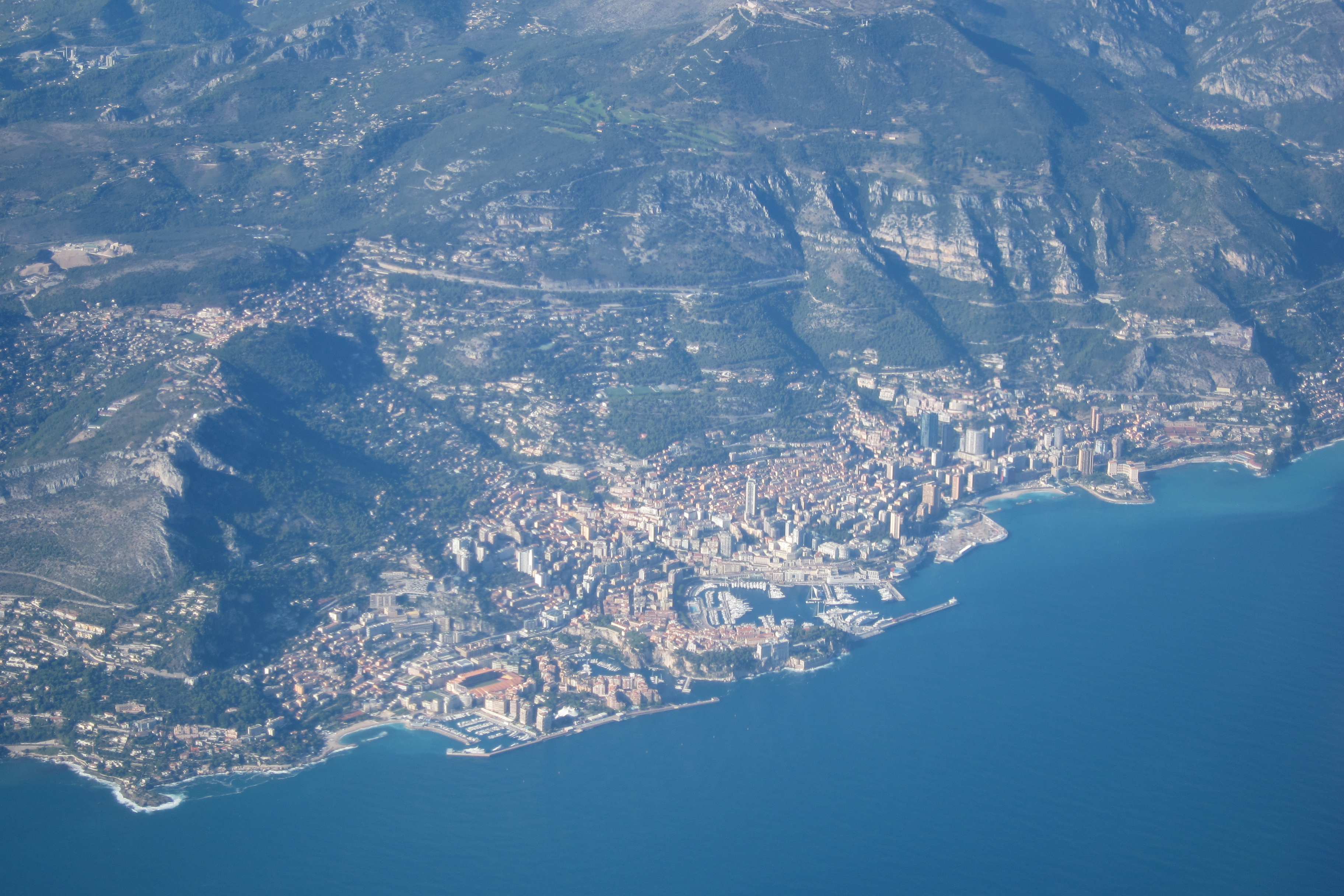
تصویر هوایی از موناکو

بلندترین نقطه در موناکو شومن دروآر در ارتفاع ۱۶۱ متری است. این نقطه بر روی مسیری بر دامنه کوه آگل است که قله آن در سمت فرانسوی مرز قرار دارد. در کرانه‌های دریا چندین قطعه زمین احیا شده وجود دارد که فونوی بزرگ‌ترین آن‌هاست. انتظار می‌رود منطقه تازه‌توسعه‌یافته لوپورتیه در سال ۲۰۲۵ تکمیل شود.
دو بندر در موناکو وجود دارد، پورت هرکول و پورت فونوی. یک بندر فرانسوی نیز در همسایگی وجود دارد به نام «کاپ دوی» که نزدیک موناکو است. تنها منبع طبیعی موناکو ماهیگیری است. با توجه به اینکه تقریباً کل کشور یک منطقه شهری است، موناکو فاقد هر نوع صنعت کشاورزی تجاری است.

## آب و هوا
موناکو آب و هوای مدیترانه‌ای دارد و به دلیل آب و هوای معتدل و آفتابی‌اش معروف است و در سال حدود ۳۰۰ روز آفتابی دارد. میانگین حداکثر دما در تابستان حدود ۲۶ درجه سانتی‌گراد است. زمستان‌ها بسیار معتدل و با دمای متوسط ۸–۱۴ درجه سانتی‌گراد است.
میانگین بارندگی سالانه در موناکو ۷۱۴٫۶ میلی‌متر است و بیشترین میزان بارندگی در پاییز و بهار رخ می‌دهد. شمار روزهای زیر صفر و همچنین تعداد روزهایی که حداقل دما کمتر از ۵ درجه سانتی‌گراد است به‌طور متوسط ۱۲ روز در سال بیشتر نیست.
زمستان‌ها با توجه به عرض جغرافیایی شهر بسیار معتدل است و اعتدال هوای زمستانی موناکو به اندازه مناطقی در حوضه مدیترانه است که بسیار جنوبی‌تر قرار دارند.

نمایی از شهر مونت‌کارلو قبل از برگزاری مسابقات جایزه بزرگ.

نمایی از یکی از خیابان‌های شهر مونت‌کارلو در موناکو.

| داده‌های اقلیم موناکو              | داده‌های اقلیم موناکو | داده‌های اقلیم موناکو | داده‌های اقلیم موناکو | داده‌های اقلیم موناکو | داده‌های اقلیم موناکو | داده‌های اقلیم موناکو | داده‌های اقلیم موناکو | داده‌های اقلیم موناکو | داده‌های اقلیم موناکو | داده‌های اقلیم موناکو | داده‌های اقلیم موناکو | داده‌های اقلیم موناکو | داده‌های اقلیم موناکو |
| ماه                               | ژانویه               | فوریه                | مارس                 | آوریل                | مه                   | ژوئن                 | ژوئیه                | اوت                  | سپتامبر              | اکتبر                | نوامبر               | دسامبر               | سال                  |
| --------------------------------- | -------------------- | -------------------- | -------------------- | -------------------- | -------------------- | -------------------- | -------------------- | -------------------- | -------------------- | -------------------- | -------------------- | -------------------- | -------------------- |
| میانگین بیش‌ترین °C (°F)           | ۱۲٫۳ (۵۴)            | ۱۲٫۵ (۵۵)            | ۱۴٫۰ (۵۷)            | ۱۶٫۱ (۶۱)            | ۱۹٫۴ (۶۷)            | ۲۳٫۰ (۷۳)            | ۲۵٫۸ (۷۸)            | ۲۵٫۹ (۷۹)            | ۲۳٫۸ (۷۵)            | ۱۹٫۹ (۶۸)            | ۱۶٫۱ (۶۱)            | ۱۳٫۴ (۵۶)            | ۱۸٫۵ (۶۵)            |
| میانگین روزانه °C (°F)            | ۱۰٫۲ (۵۰)            | ۱۰٫۴ (۵۱)            | ۱۱٫۸ (۵۳)            | ۱۳٫۹ (۵۷)            | ۱۷٫۱ (۶۳)            | ۲۰٫۸ (۶۹)            | ۲۳٫۵ (۷۴)            | ۲۳٫۷ (۷۵)            | ۲۱٫۶ (۷۱)            | ۱۷٫۸ (۶۴)            | ۱۴٫۰ (۵۷)            | ۱۱٫۴ (۵۳)            | ۱۶٫۴ (۶۲)            |
| میانگین کم‌ترین °C (°F)            | ۸٫۱ (۴۷)             | ۸٫۲ (۴۷)             | ۹٫۶ (۴۹)             | ۱۱٫۶ (۵۳)            | ۱۴٫۸ (۵۹)            | ۱۸٫۵ (۶۵)            | ۲۱٫۲ (۷۰)            | ۲۱٫۵ (۷۱)            | ۱۹٫۳ (۶۷)            | ۱۵٫۶ (۶۰)            | ۱۱٫۹ (۵۳)            | ۹٫۳ (۴۹)             | ۱۴٫۱ (۵۷)            |
| بارندگی میلی‌متر (اینچ)            | ۸۲٫۷ (۳٫۲۶)          | ۷۶٫۴ (۳٫۰۱)          | ۷۰٫۵ (۲٫۷۸)          | ۶۲٫۲ (۲٫۴۵)          | ۴۸٫۶ (۱٫۹۱)          | ۳۶٫۹ (۱٫۴۵)          | ۱۵٫۶ (۰٫۶۱)          | ۳۱٫۳ (۱٫۲۳)          | ۵۴٫۴ (۲٫۱۴)          | ۱۰۸٫۲ (۴٫۲۶)         | ۱۰۴٫۲ (۴٫۱)          | ۷۷٫۵ (۳٫۰۵)          | ۷۶۸٫۵ (۳۰٫۲۶)        |
| میانگین روزهای بارندگی            | ۶٫۸                  | ۶٫۴                  | ۶٫۱                  | ۶٫۳                  | ۵٫۲                  | ۴٫۱                  | ۱٫۹                  | ۳٫۱                  | ۴٫۰                  | ۵٫۸                  | ۷٫۰                  | ۶٫۰                  | ۶۲٫۷                 |
| میانگین روزانه ساعت‌های تابش آفتاب | ۱۴۸٫۸                | ۱۵۲٫۶                | ۲۰۱٫۵                | ۲۲۸٫۰                | ۲۶۹٫۷                | ۲۹۷٫۰                | ۳۴۱٫۰                | ۳۰۶٫۹                | ۲۴۰٫۰                | ۲۰۴٫۶                | ۱۵۶٫۰                | ۱۴۲٫۶                | ۲٬۶۶۸٫۷              |
| منبع: Monaco website              |                      |                      |                      |                      |                      |                      |                      |                      |                      |                      |                      |                      |                      |

## سیاست

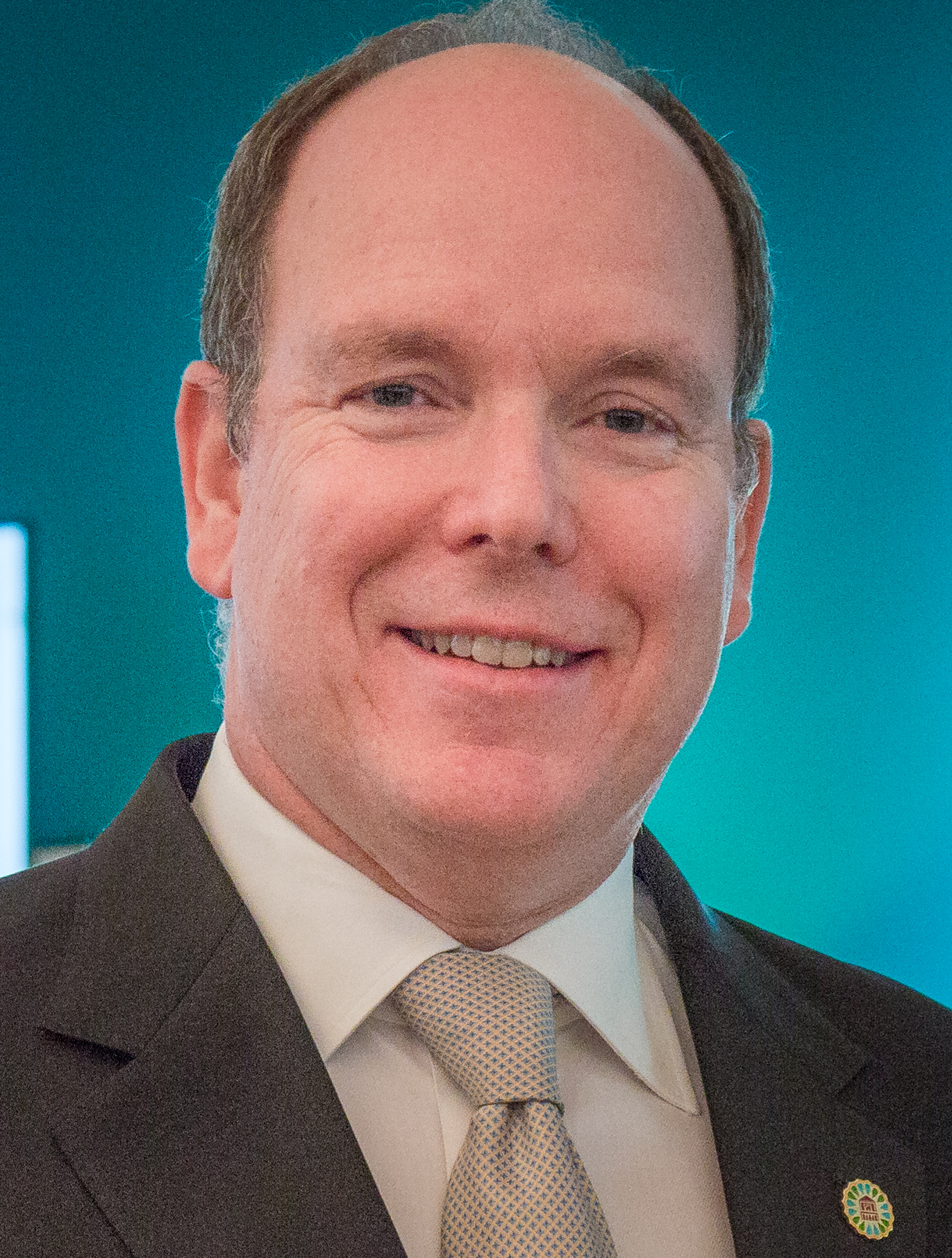
آلبرت دوم، شاهزاده موناکو

موناکو از سال ۱۹۱۱ تحت یک پادشاهی مشروطه اداره می‌شود و شاهزاده مستقل موناکو در آن رئیس کشور است. قوه مجریه متشکل از نخست‌وزیر به عنوان رئیس دولت است که ریاست پنج عضو دیگر شورای دولت موناکو را بر عهده دارد. تا سال ۲۰۰۲، نخست‌وزیر یک شهروند فرانسوی بود که توسط شاهزاده از میان نامزدهای پیشنهادی دولت فرانسه منصوب می‌شد. از زمان اصلاح قانون اساسی در سال ۲۰۰۲، نخست‌وزیر می‌تواند فرانسوی یا مونگاسکی (موناکویی) باشد.
در ۱ سپتامبر ۲۰۲۰، شاهزاده آلبرت دوم یک شهروند فرانسوی، پیر دارتو، را به این سمت منصوب کرد. بر اساس قانون اساسی ۱۹۶۲ موناکو، شاهزاده حق وتوی خود را با شورای ملی تک‌مجلسی تقسیم می‌کند. ۲۴ عضو شورای ملی برای دوره‌های پنج ساله انتخاب می‌شوند. ۱۶ نفر از طریق سامانه انتخاباتی اکثریت و ۸ نفر با نمایندگی تناسبی انتخاب می‌شوند. همه قوانین به تصویب شورای ملی نیاز دارند که تحت سلطه حزب محافظه‌کار «گردهمایی و مباحث» (REM) است. این حزب دارای ۲۰ کرسی است. اتحادیه مونگاسک نیز دارای سه کرسی و حزب رنسانس دارای یک کرسی است.
امور شهری توسط شورای اشتراکی اداره می‌شود که از ۱۴ عضو منتخب تشکیل شده و ریاست آن را یک شهردار برعهده دارد. ژرژ مارسان از سال ۲۰۰۳ شهردار بوده است. برخلاف شورای ملی، شوراهای محلی برای دوره‌های چهار ساله انتخاب می‌شوند و کاملاً غیرحزبی هستند. با این حال، اپوزیسیون‌هایی در داخل شورا اغلب شکل می‌گیرد. اعضای قوه قضاییه موناکو توسط شاهزاده حاکم منصوب می‌شوند. مناصب کلیدی در قوه قضاییه در اختیار قضات فرانسوی است که توسط دولت فرانسه پیشنهاد می‌شود. موناکو در حال حاضر سه دادستان بازرس دارد.
در دههٔ ۸۰ میلادی، به دستور شاهزاده رنیه، فرمانروای وقت موناکو، ساختن ساختمان‌های بلند در نزدیکی ساحل متوقف شد. دلیل این تصمیم، «حفظ اصالت» شاهزاده‌نشین موناکو اعلام شده بود. این قانون در سال ۲۰۰۹ میلادی، توسط شاهزاده آلبرت، فرمانروای جدید موناکو، مورد تجدید نظر قرار گرفت.

## مردم
جمعیت کل موناکو در سال ۲۰۱۵ میلادی، ۳۸۴۰۰ نفر بود و برپایه برآورد سازمان ملل متحد تا ۱ ژوئیه ۲۰۲۱ به ۳۹٬۵۱۱ نفر رسید. ترکیب جمعیتی موناکو از این جهت غیرعادی است که موناکوهای بومی در کشور خود در اقلیت هستند: بزرگ‌ترین گروه را فرانسوی‌ها با ۲۸٫۴ درصد، به دنبال آن موناکویی‌ها (۲۱٫۶٪)، ایتالیایی‌ها (۱۸٫۷٪)، بریتانیایی‌ها (۷٫۵٪) و بلژیکی‌ها (۲٫۸٪)، آلمانی‌ها (۲٫۵٪)، سوئیسی‌ها (۲٫۵٪) و شهروندان ایالات متحده (۱٫۲٪) از جمعیت کشور را تشکیل می‌دهند. موناکو با نزدیک به ۹۰ سال بیشترین امید به زندگی در جهان را دارد.
موناکو همچنین از نظر تراکم جمعیت در رده اول کشورهای متراکم قرار دارد. زبان مردم موناکو از شاخه زبان لیگوری است و گویش‌های اینتملی و مونگاسک در موناکو رایج است. فرانسه حکم زبان رسمی را دارد.

## فرهنگ

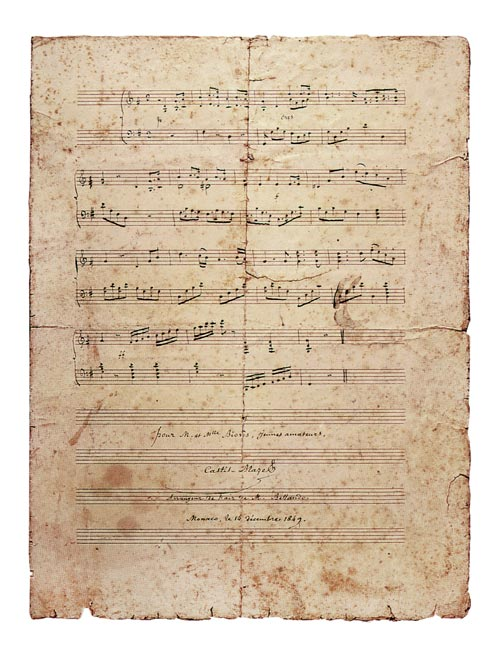
سرود ملی موناکو

میزان ۳۰٪ از جمعیت موناکو را میلیاردرها تشکیل داده‌اند. امید به زندگی موناکویی‌ها از میانگین جهانی و اروپا بیشتر است.
از آنجایی که مردم موناکو در رفاه به سر می‌برند، میزان بیکاری در این کشور تنها ۲٪ است.
همچنین تحصیلات در موناکو برای کودکان ۶ تا ۱۶ ساله اجباری است که این امر سبب سواد ۱۰۰درصدی مردمش شده است.

## اقتصاد
بنا بر آمار سال ۲۰۰۸ بانک جهانی، کشور موناکو با ۲۱۱ هزار و ۵۰۱ دلار، بالاترین سرانه تولید ناخالص داخلی در دنیا را دارد.

## حمل و نقل
حمل و نقل در موناکو از طریق جاده، خط آهن، راه‌های هوایی و آبی صورت می‌گیرد.
طول خط آهن ۱٫۷ کیلومتر است.
موناکو دارای پنج خط اتوبوس است که برعهده شرکت Compagnie des Autobus de Monaco می‌باشد.
دو خط اتوبوس دیگر نیز موناکو را به شهرهای نیس و منتون مرتبط می‌سازد.

## نگارخانه

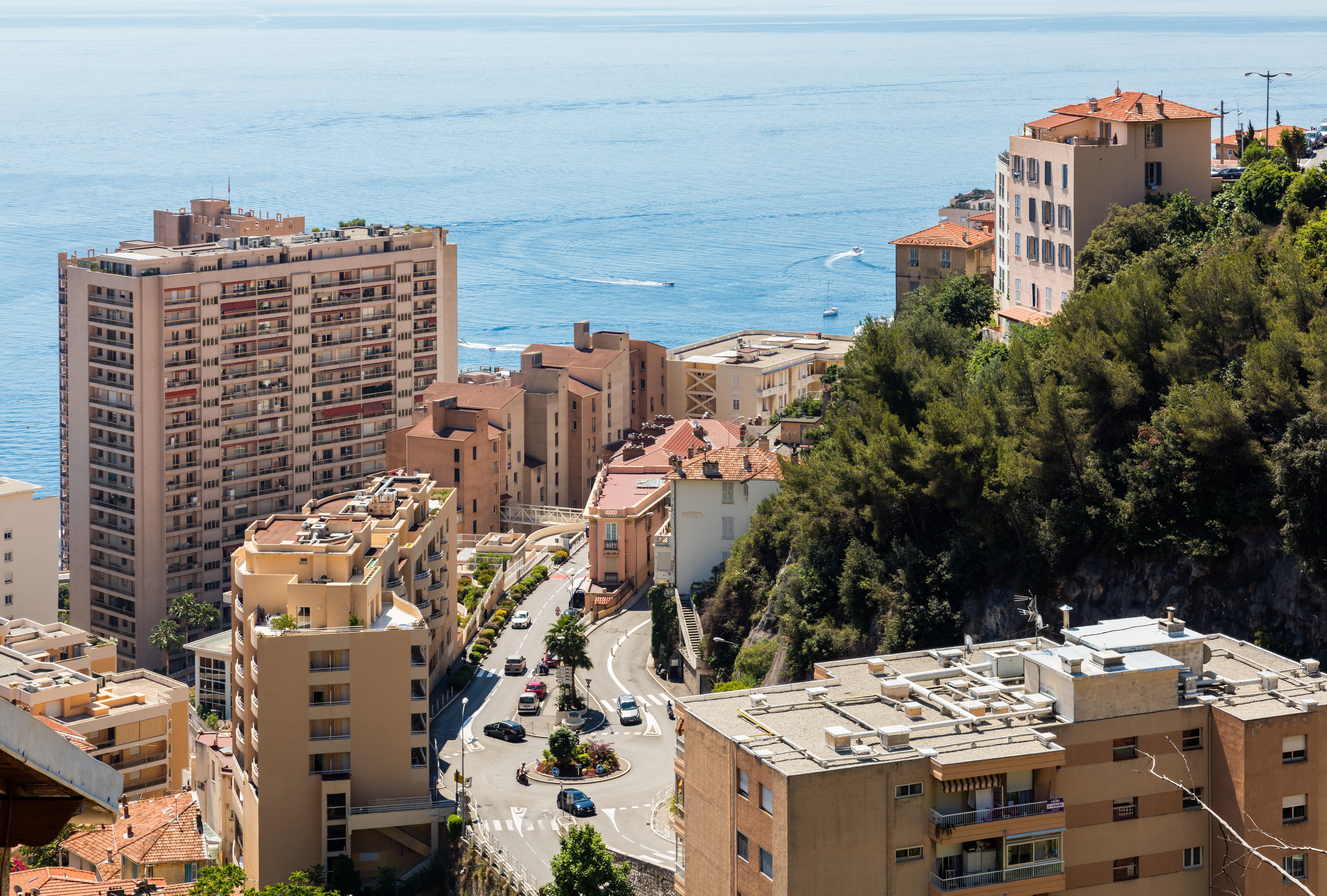
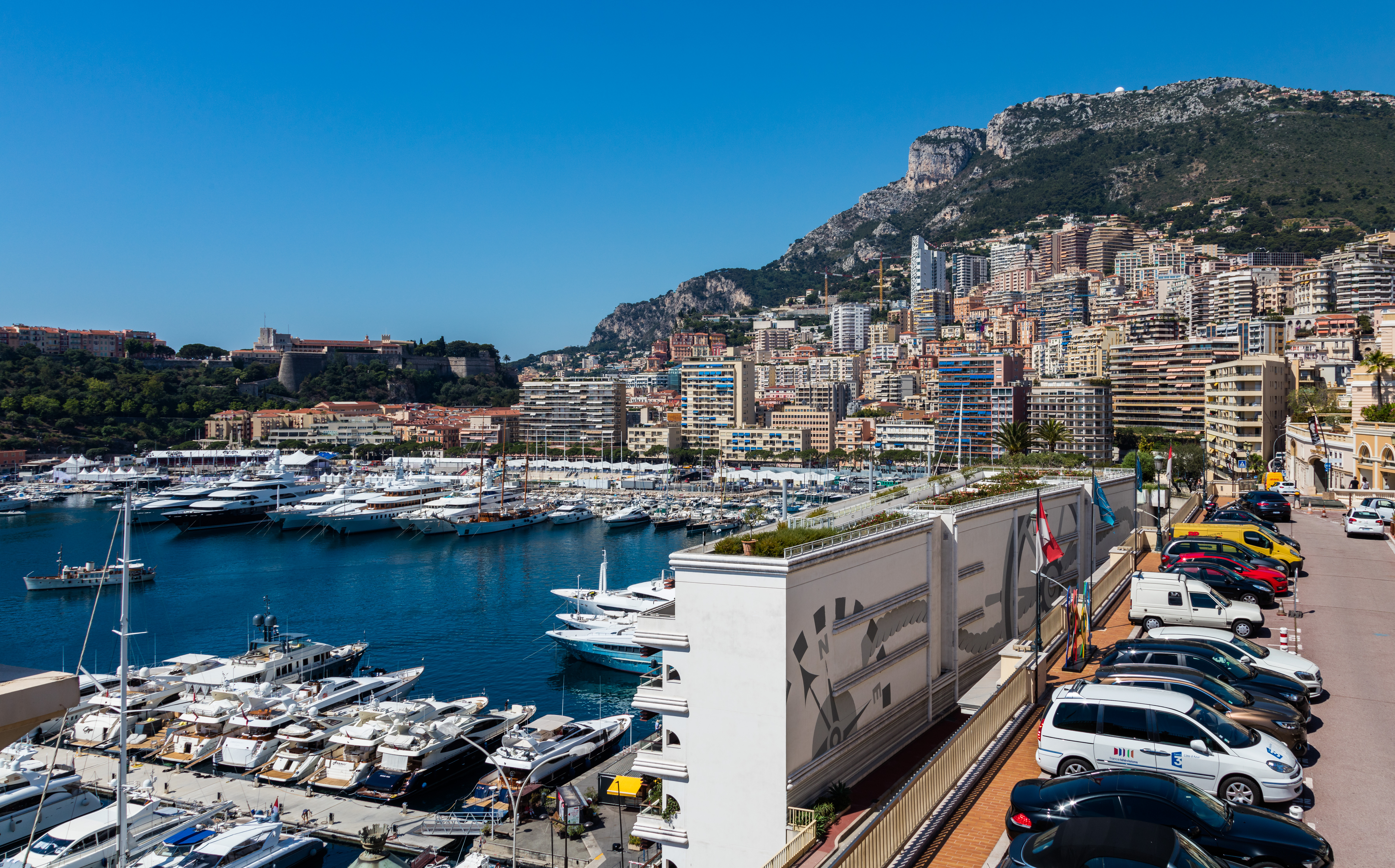
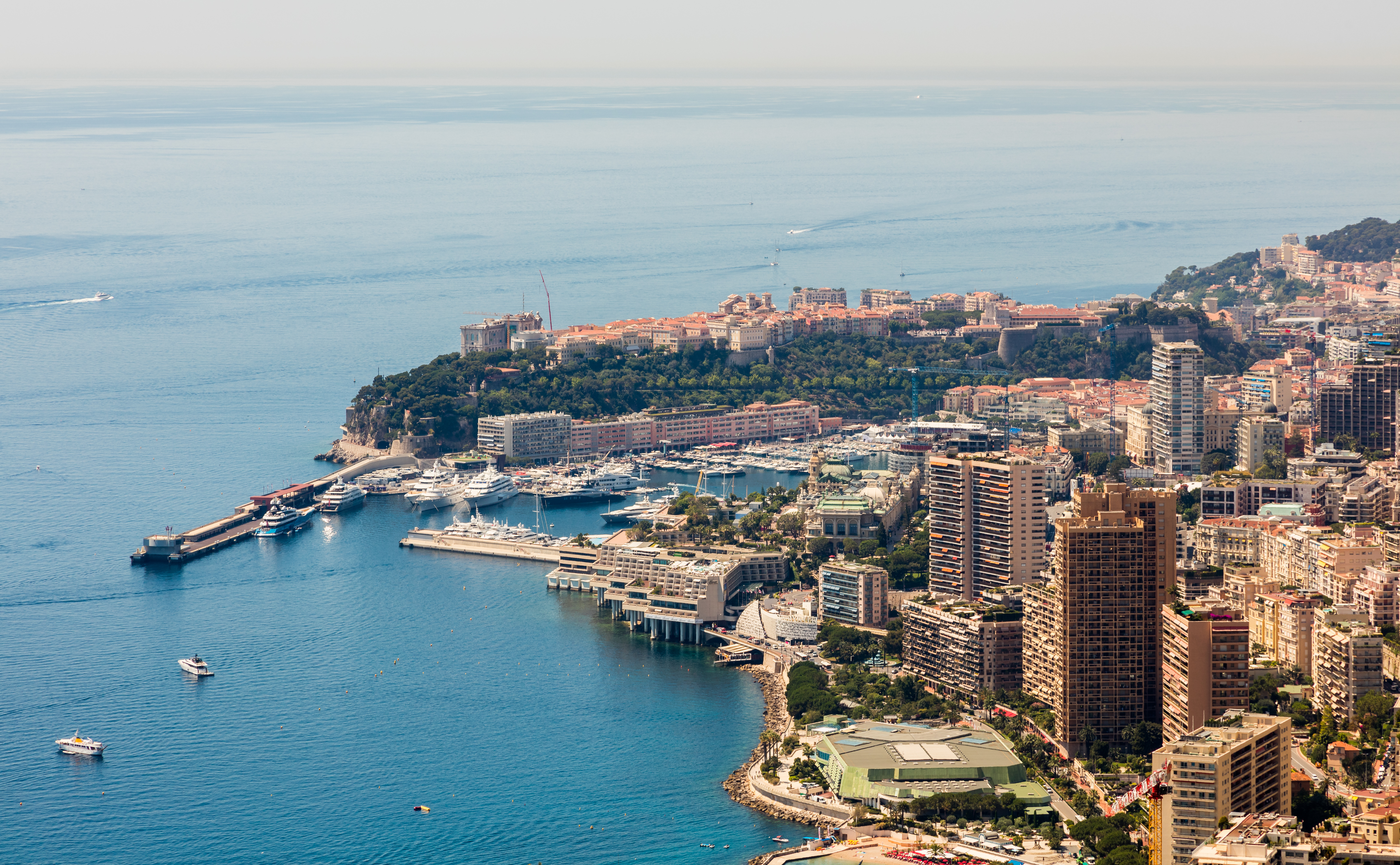
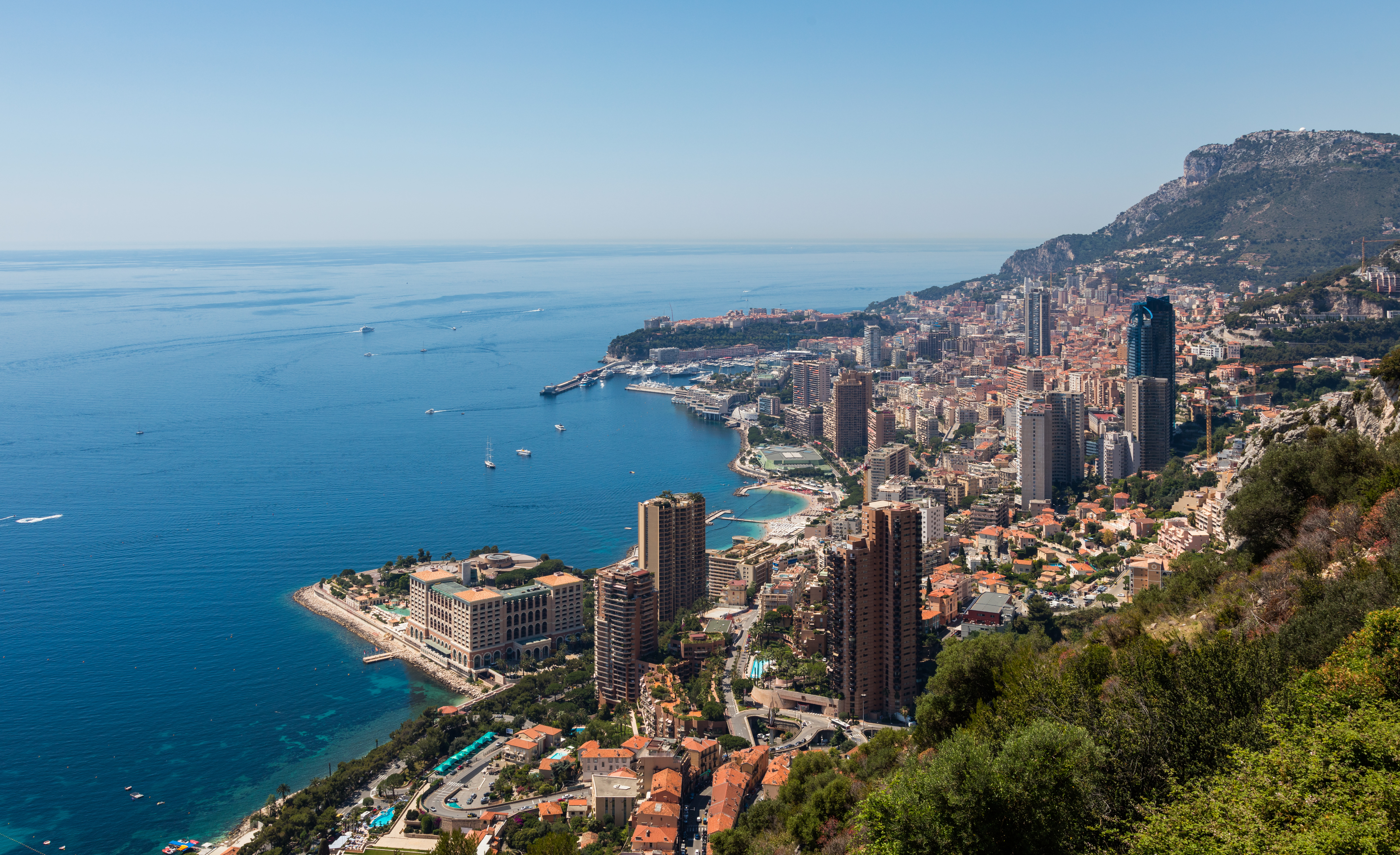
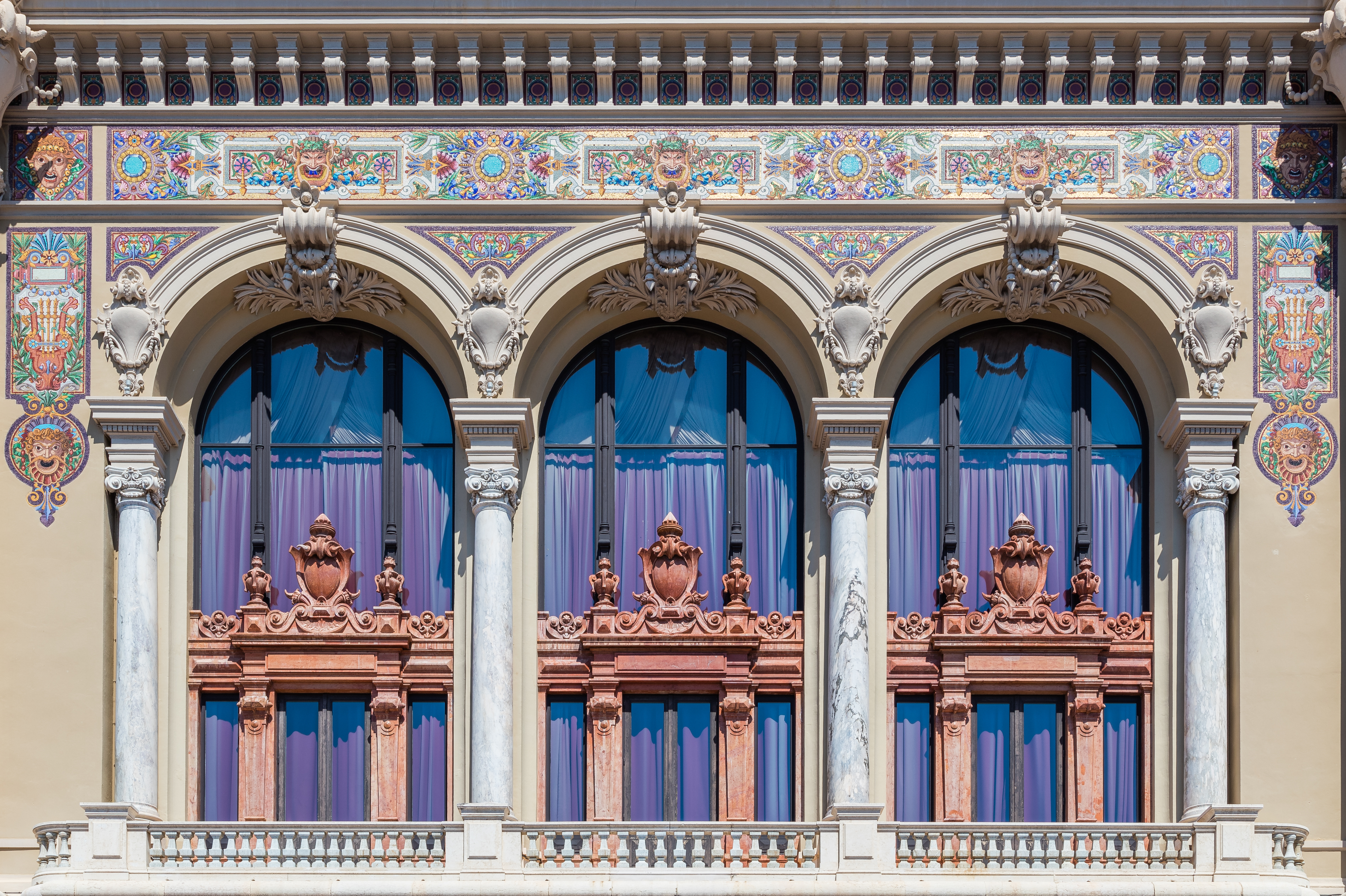
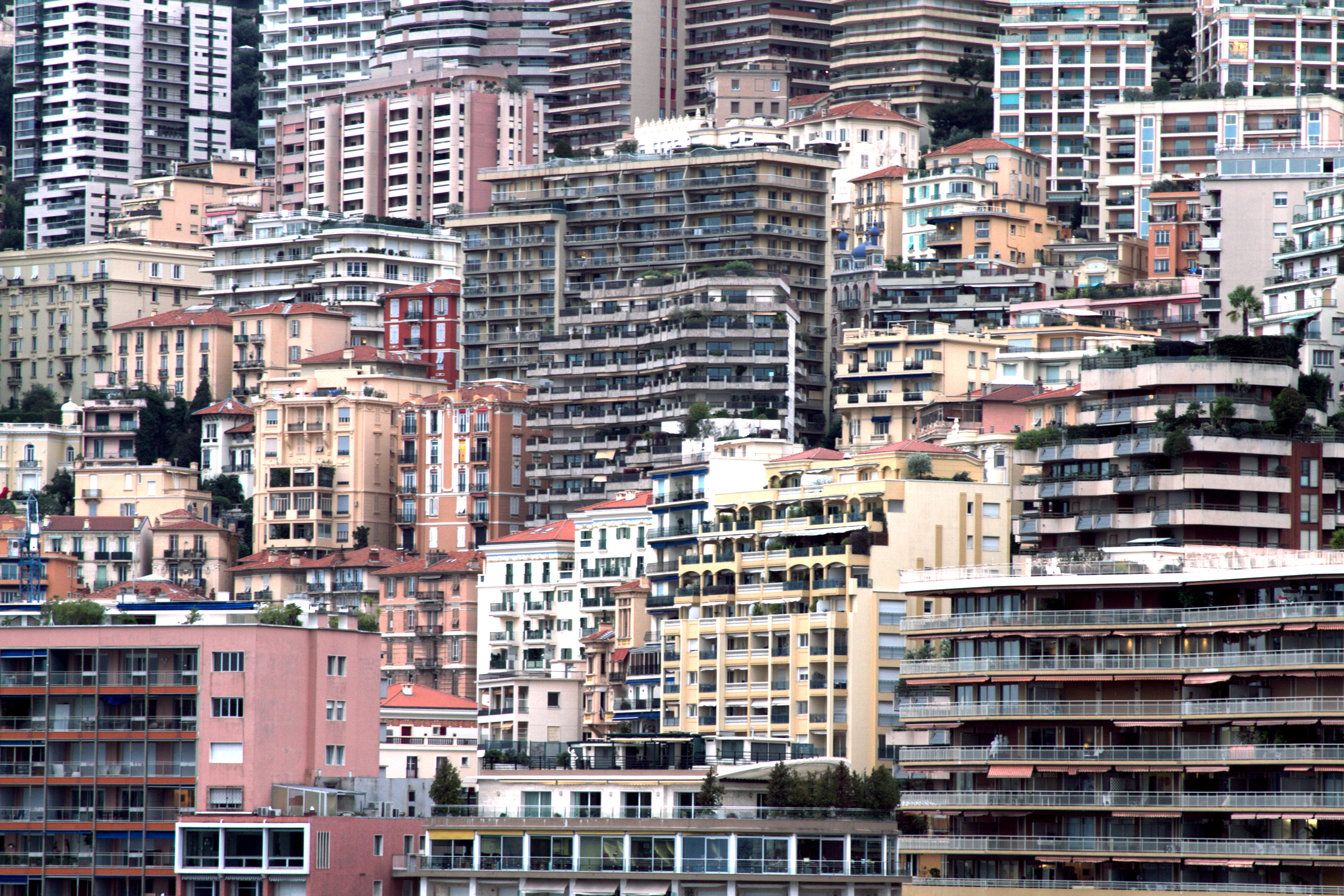

تصویر سراسرنما از موناکو

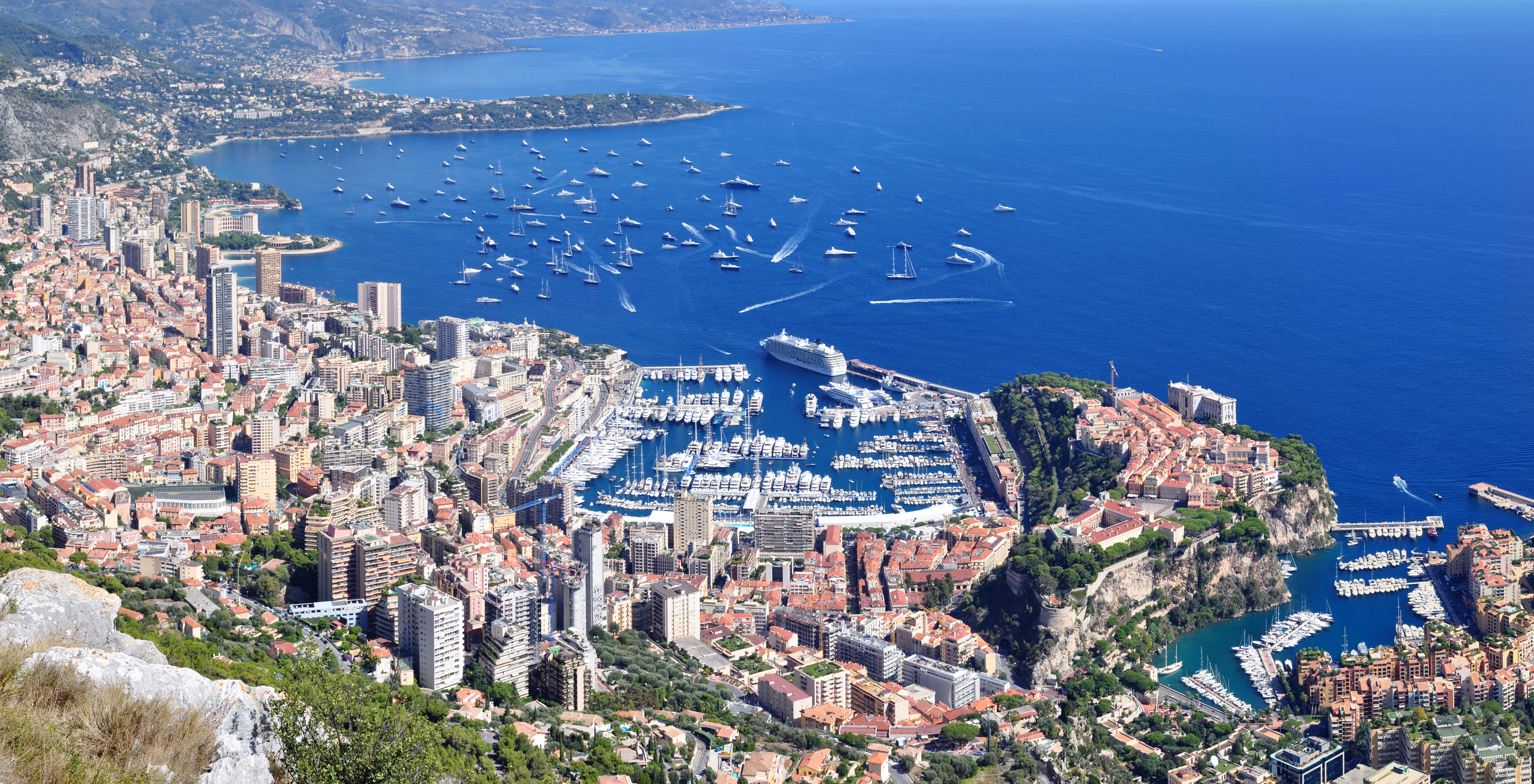
تصویر سراسرنما از موناکو